# Новий Орач
Новий Орач — селище Окнянської селищної громади Подільського району Одеської області України. Населення становить 128 осіб.

## Історія
12 червня 2020 року, відповідно до Розпорядження Кабінету Міністрів України від № 724-р «Про визначення адміністративних центрів та затвердження територій територіальних громад Одеської області», увійшло до складу Окнянської селищної громади.
19 липня 2020 року, в результаті адміністративно-територіальної реформи і ліквідації Окнянського району, селище увійшло до складу новоутвореного Подільського району.

## Населення
Згідно з переписом УРСР 1989 року чисельність наявного населення села становила 250 осіб, з яких 109 чоловіків та 141 жінка.
За переписом населення України 2001 року в селищі мешкало 128 осіб.

### Мова
Розподіл населення за рідною мовою за даними перепису 2001 року:
| Мова       | Відсоток |
| ---------- | -------- |
| українська | 91,41 %  |
| російська  | 4,69 %   |
| румунська  | 3,13 %   |
| білоруська | 0,78 %   |